# Теярет
Теярет (араб. تيارت‎) — городская коммуна, район Нуакшота, столицы Мавритании. Население — 46 341 тыс. человек.
Теярет расположен на северо-востоке Нуакшота, этот район появился в результате расселения мигрантов, массово направившихся в столицу в 1970-х годах. В 1974 году город выделил для них два участка, на севере и юге; северный участок превратился в Теярет, а южный — в Эль-Мину и Себкху.
Теярет получил статус городского арондисмана (округа) вместе с Ксаром, Тевраг-зейной, Себкхой и Эль-Миной, а после изменения административного деления страны в 1983 году — одного из девяти мугатаа (департаментов).
Выделенной изначально земли оказалось недостаточно для сдерживания роста пригородов, и в период 1975—1985 годов Теярет, Себкха и Эль-Мина расширялись несколько раз. По состоянию на 2007 год Нуакшот продолжает расти на восток, вопреки градостроительным планам правительства.